# Marouane Chamakh
Marouane Chamakh (Tonneins, Aquitània, 10 de gener del 1984) és un exfutbolista marroquí nascut i criat a França. Jugà amb la selecció del Marroc i el seu darrer equip fou el Cardiff City FC; ocupava la posició de davanter centre. Ha viscut tota la vida a França però es va internacionalitzar amb la selecció del Marroc pels seus orígens marroquins.

## Carrera futbolística

### Girondins de Bordeus

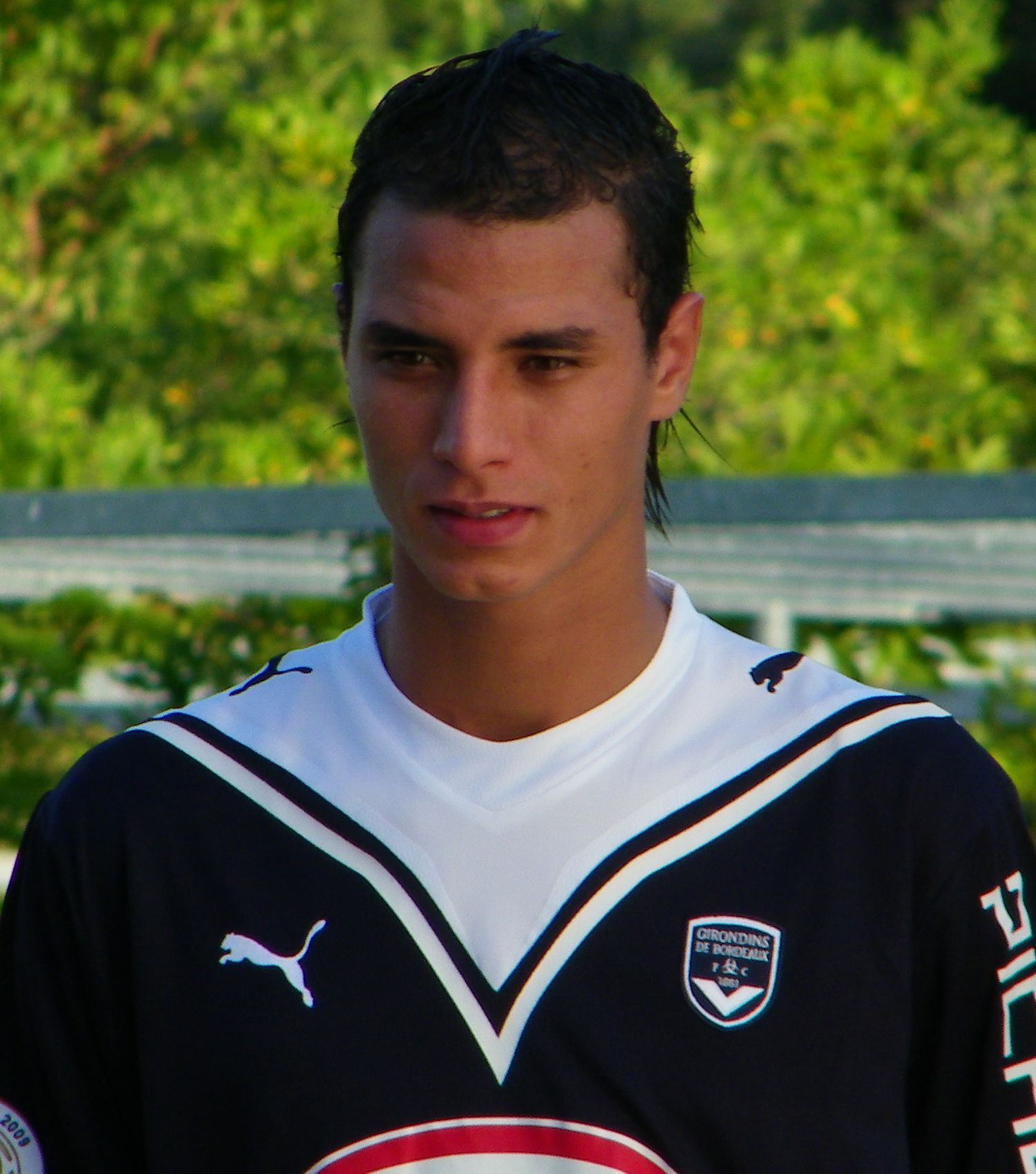
Chamakh vestint la samarreta del Girondins de Bordeus.

El jove franco-marroquí va realitzar part de la seva escolaritat a Nérac, entre els estudis i el futbol. Va ser descobert pel Girondins de Bordeus amb 16 anys, edat amb la qual entrà en els centres de formació del Girondins, m'entre cursava els estudis.
Després d'un any en el CFA 2 (amb 17 partits i 6 gols), es va unir en la seva segona temporada a l'equip filial del Girondins, i durant la temporada 2002-2003, amb 19 anys, el jove franc-marroquí va realitzar els seus primers passos en el primer equip, debutant el 19 de gener de 2003 en un partit de la Copa de la Lliga contra el FC Metz. El seu debut en la Ligue 1 va ser el 8 de febrer de 2003 contra el SC Bastia.
Després de la classificació del Marroc per a la fase final de la CA de 2008, Chamakh va ampliar el seu contracte amb el Girondins de Bordeus fins a juny de 2007 (actualment està vinculat al club fins a l'any 2010).
En el partit inaugural de la temporada 2008-09, la Supercopa de França, s'enfronta el Girondins a l'Olympique de Lió, adjudicant-se Chamakh el primer títol de la temporada al vèncer 5-4 en els penals després d'arribar al final de la pròrroga amb 0-0 en el marcador. Marouane va fer un complet partit, malgrat que no va marcar, però va ser votat millor jugador de la final. En aquesta mateixa campanya, Chamakh assoleix la seva segona Copa de la Lliga de França en guanyar al modest Vannes OC per 4-0.
Finalment, i després d'una ajustada recta final amb l'Olympique de Marsella, el Girondins de Bordeus va assolir el seu sisè títol de lliga, el primer per a l'internacional marroquí des que va ingressar en el Girondins. A més, va millorar els 10 gols que va assolir en la campanya 2003-04, ja que en la 2008-09 va marcar 13 gols. Al començament del mercat d'hivern 2010, aquest jove davanter era pretès per Arsenal FC, Juventus FC, Sevilla, West Ham FC i Inter de Milà.

### Arsenal
El 21 de maig del 2010 l'Arsenal oficialitzà el fitxatge de l'internacional marroquí per l'equip 'gunner'. Arribà a l'Arsenal amb la carta de llibertat sota el braç, ja que acabava el contracte amb el Girondins.
Després de no disputar ni un sol minut a la Premier durant la temporada 2012-13, finalment va acceptar una cessió fins a final de temporada al West Ham United FC. La seua sort amb el West Ham no va ser molt diferent i només va disputar tres partits de la Premier.

### Crystal Palace
Finalment, l'estiu del 2013 va fitxar pel Crystal Palace, també de la Premier League. Va signar un contracte d'un sol any.

### Internacional
Chamakh va escollir representar al Marroc, en ser els seus pares immigrants marroquins, en comptes de jugar amb la selecció francesa. El 8 de juny de 2003 va fer el seu debut amb els Lleons del Atlas en un partit enfront de Sierra Leone, corresponent a la classificació per a la Copa Africana de Nacions. El seu moment més important amb la selecció marroquina va tenir lloc en la Copa Africana de Nacions 2004, en la qual els Lleons del Atlas van arribar a la final del campionat. El Marroc va caure enfront de Tunis per 2-1 en l'Estadi 7 de novembre de Radès, el 14 de febrer de 2004 amb Chamakh en el terreny de joc.